# Kanton Savigné-l’Évêque
Der Kanton Savigné-l’Évêque ist seit 2015 ein französischer Wahlkreis im Arrondissement Mamers, im Département Sarthe und in der Region Pays de la Loire; sein Hauptort ist Savigné-l’Évêque.

## Gemeinden
Der Kanton besteht aus 15 Gemeinden mit insgesamt 23.785 Einwohnern (Stand: 1. Januar 2022) auf einer Gesamtfläche von 231,83 km²:
| Gemeinde                | Einwohner 1. Januar 2022 | Fläche km² | Dichte Einw./km² | Code INSEE | Postleitzahl |
| ----------------------- | ------------------------ | ---------- | ---------------- | ---------- | ------------ |
| Ardenay-sur-Mérize      | 499                      | 11,67      | 43               | 72007      | 72370        |
| Connerré                | 2.838                    | 16,60      | 171              | 72090      | 72160        |
| Fatines                 | 905                      | 5,44       | 166              | 72129      | 72470        |
| Le Breil-sur-Mérize     | 1.562                    | 18,35      | 85               | 72046      | 72370        |
| Lombron                 | 1.937                    | 24,11      | 80               | 72165      | 72450        |
| Montfort-le-Gesnois     | 2.928                    | 18,74      | 156              | 72241      | 72450        |
| Nuillé-le-Jalais        | 529                      | 5,82       | 91               | 72224      | 72370        |
| Saint-Célerin           | 881                      | 13,47      | 65               | 72271      | 72110        |
| Saint-Corneille         | 1.517                    | 11,16      | 136              | 72275      | 72460        |
| Saint-Mars-la-Brière    | 2.712                    | 34,69      | 78               | 72300      | 72470        |
| Savigné-l’Évêque        | 4.042                    | 28,48      | 142              | 72329      | 72460        |
| Sillé-le-Philippe       | 1.080                    | 10,60      | 102              | 72335      | 72460        |
| Soulitré                | 604                      | 10,99      | 55               | 72341      | 72370        |
| Surfonds                | 339                      | 4,85       | 70               | 72345      | 72370        |
| Torcé-en-Vallée         | 1.412                    | 16,86      | 84               | 72359      | 72110        |
| Kanton Savigné-l’Évêque | 23.785                   | 231,83     | 103              | 7219       | –            |